# Ваља Аданка (Јаши)
Ваља Аданка (рум. Valea Adâncă) насеље је у Румунији у округу Јаши у општини Мирослава. Oпштина се налази на надморској висини од 97 m.

## Становништво
Према подацима из 2002. године у насељу је живело 973 становника, од којих су сви румунске националности.